# Bernat Vivancos
Pour les articles homonymes, voir Vivancos.
Bernat Vivancos i Farràs, né à Barcelone en 1973, est un compositeur et professeur de l'École supérieure de musique de Catalogne depuis 2003.

## Biographie
En 1997, il est nommé Maître de chapelle en la cathédrale de Manresa.